# Jennifer Esposito
Jennifer Esposito (New York, 11 april 1973) is een Amerikaans televisie- en filmactrice. Ze won samen met de gehele cast van de film Crash in 2006 een Screen Actors Guild Award. Tot haar televisierollen behoort onder meer die in Spin City, waarin ze van 1997 tot en met 1999 'Stacey Paterno' speelde.
Esposito trouwde in december 2006 met acteur Bradley Cooper. Elf maanden later ging het koppel echter uit elkaar. In oktober 2009 verloofde ze zich met oud-tennisser Mark Philippoussis. In augustus 2010 kwam aan die relatie een einde. Ze trouwde in 2014 voor de tweede keer, maar dit huwelijk strandde in 2016.

## Filmografie
*Exclusief televisiefilms
| - Fresh Kills (2023) - Somewhere in Queens (2022) - Mob Town (2019) - Mary (2019) - Speed Kills (2018) - She's Funny That Way (2014) - Bending The Rules (2012) - Mamitas (2011) - Four Single Fathers (2009) - American Crude (2008) - Conspiracy (2008) - Jesus, Mary and Joey (2006) - Taxi (2004) - Crash (2004) - Breakin' All the Rules (2004) - The Master of Disguise (2002) - Welcome to Collinwood (2002) - Beyond the City Limits (2001) | - Don't Say a Word (2001) - Made (2001) - The Proposal (2001) - Backflash (2001) - Dracula 2000 (2000) - Boys Life 3 (2000) - The Bachelor (1999) - Just One Time (1999) - Summer of Sam (1999) - I Still Know What You Did Last Summer (1998) - Side Streets (1998) - Just One Time (1998) - He Got Game (1998) - No Looking Back (1998) - Kiss Me, Guido (1997) - A Brother's Kiss (1997) - A Brooklyn State of Mind (1997) |

## Televisieseries
*Exclusief eenmalige gastrollen
- Awkwafina Is Nora from Queens - Brenda (2020-2023, 14 afleveringen)
- Law & Order: Special Victims Unit - agent Phoebe Baker (2000-2021, 5 afleveringen)
- The Boys - Susan Raynor (2019-2020, 6 afleveringen)
- Blindspot - Lynnette Belmont (2018, 2 afleveringen)
- NCIS - Alexandra 'Alex' Quinn (2016-2017, 24 afleveringen)
- The Affair - Nina Solloway (2015-2017, 6 afleveringen)
- Mistresses - Calista Raines (2015, 13 afleveringen)
- Taxi Brooklyn - Monica Pena (2014, 12 afleveringen)
- Blue Bloods - Jackie Curatola (2010-2024, 48 afleveringen)
- The Looney Tunes Show - stem Tina Russo Duck (2011-2012, 5 afleveringen)
- Mercy - Jules Fattore (2010, 2 afleveringen)
- Samantha Who? - Andrea Belladonna (2007-2009, 35 afleveringen)
- Rescue Me - Nona (2007, 5 afleveringen)
- Related - Ginnie Sorelli (2005-2006, 19 afleveringen)
- Judging Amy - Louann 'Crystal' Turner (2004-2005, 8 afleveringen)
- Spin City - Stacey Paterno (1997-1999, 30 afleveringen)
- New York Undercover - Gina Stone (1998, 3 afleveringen)